# 1961-es budapesti légi katasztrófa
1961. augusztus 6-án a HA-TSA lajstromjelű, Douglas DC–3, C-47 típusú Malév repülőgép Budapesten, Zuglóban szenvedett balesetet, amikor a Lumumba (ma Róna) utca 224-es számú lakóházára zuhant. A balesetben a négyfőnyi személyzet, a 23 utas (közöttük 6 gyermek), és a földön tartózkodó három gyermek, tehát összesen 30 ember lelte halálát.

## A repülőgép
A DC–3 C–47 Skytrain típusú gépet 1943-ban, Kaliforniában, a Long Beach repülőgépgyárban építették. 1944-től a United States Air Force szolgálatában repült 316026-os (43-16026) jelzéssel. Gyártási száma: 20492.
Magyarországra egy kisebb konfliktus következtében került. 1951. november 19-én a repülőnek négy amerikai katonával a fedélzetén a németországi Erdingből Belgrádba kellett volna repülnie. Az akkor még ellenségesnek számító Magyarországot megpróbálták elkerülni. Aznap erős délnyugati szél fújt, ami a magyar határ felé terelte a gépet, a pilóták pedig már későn vették észre, hogy a jugoszláv főváros helyett a Mecsekhez érkeztek, ahol a légierő megpróbálta kilőni, sikertelenül. A gép ezután visszafordult Jugoszlávia felé, de ott (mint amerikai határsértő repülőre) azonnal tüzet nyitottak rá. Innen Romániába menekült, de ott is ágyúkkal várták, ezért visszatért a magyar területre. Ekkor már a Szovjetunió is tudomást szerzett az ügyről, ezért két szovjet MiG-15-ös vadászrepülőgép leszállásra kényszerítette a katonai gépet Pápán. (A hivatalos indoklásban az itt állomásozó szovjetek segítségét a „rossz látási viszonyok” miatt kérték a magyarok.) A repülőt azonnal kikiáltották kémgépnek, még a korabeli humoros magazin, a Ludas Matyi is kifigurázta az esetet. A gépen utazó négy katonát elítélték, megbírságolták és kiutasították Magyarországról, a repülőgépet viszont elkobozták. 1952-től 1956-ig a magyar légierő használta (026-os oldalszámmal), de a megfelelő dokumentáció és az alkatrészhiány miatt kilógott a sorból, a Malévnál szolgáló Liszunov Li-2-esek sorába viszont beleillett, hiszen ezeket a szovjetek a DC–3 licence alapján gyártották.
1956 elején a Malév átvette és utasszállítóvá alakította. Az eredeti Pratt & Whitney R-1830-92 motorok helyett szovjet AS-62IR motorokkal üzemeltette tovább. A gép típusa így TS-62-re változik. Új, polgári lajstromjele a HA-TSA, a repülőgép új típusára utal. 1956. szeptember 6-án állt forgalomba, először mint 18 személyes repülőgép, majd 1959-től már 21 személyesként működött tovább. 1960-ban pedig szárnycserét hajtottak végre rajta.
Korábban a repülőgép szenvedett már egy kisebb balesetet: 1960. december 16-án Szegedről Budapestre indult négy fő utassal. A szegedi start közben, a nekifutás során, az elemelkedés pillanatában kidurrant a bal oldali futó egyik kereke, de Németh János kapitány ezt csak a felszállás után észlelte. Végig kiengedve maradt kerekekkel repültek. A ferihegyi leszállásnál megbillent, és az orrán állt meg a repülőgép.

## A zuglói baleset

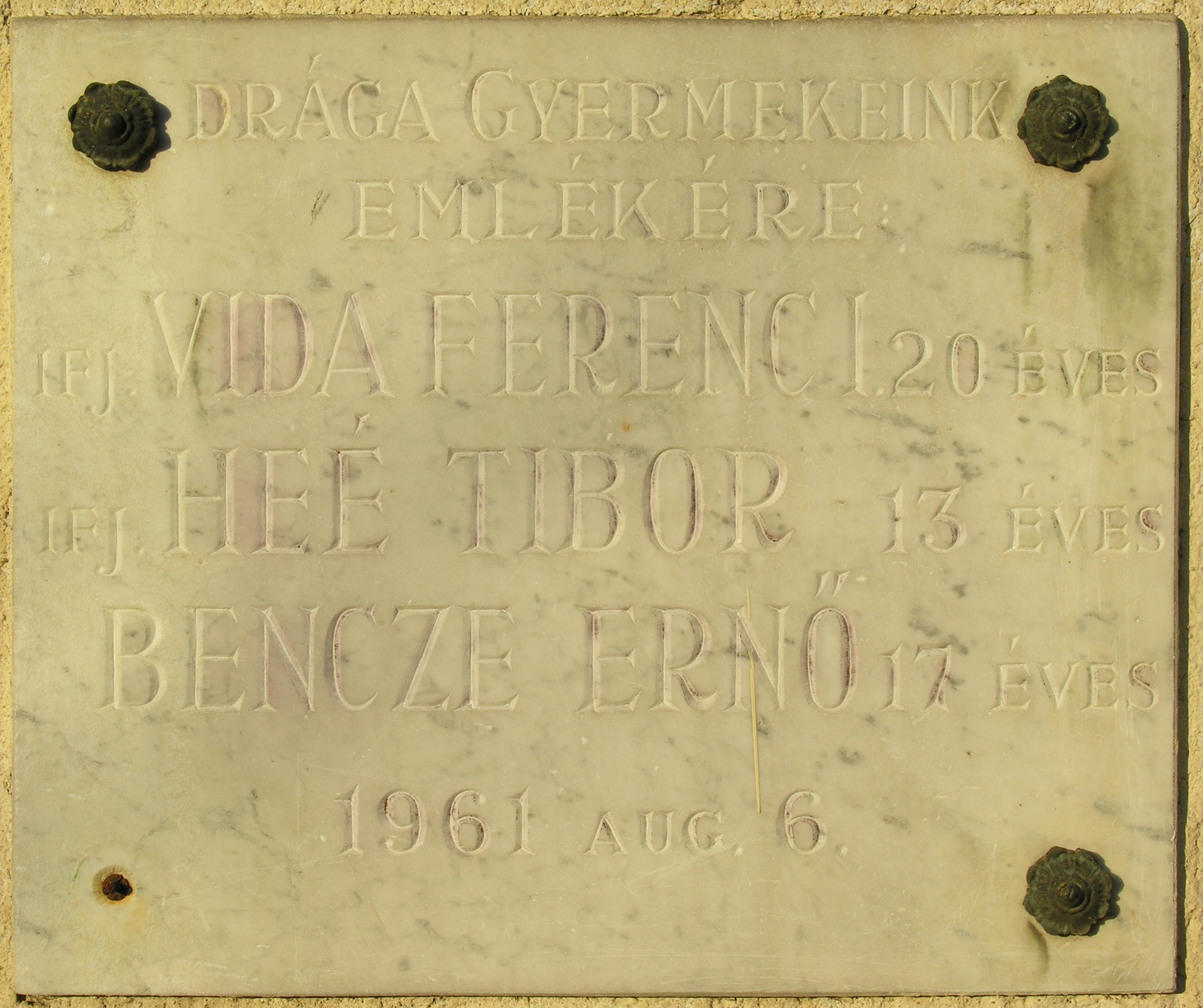
A baleset földi áldozatainak emléktáblája a Róna utca 224. számú házának udvari falán

A Malév szolgáltatásai közül akkoriban igen népszerűnek számított a főváros feletti sétarepülés. 1961. augusztus 6-án, vasárnap a repülőgép Hoffmann Róbert (29 éves) kapitány irányítása alatt sétarepüléseket végzett Budapest felett. A balesettel végződő út már az ötödik repülés volt aznap. 15 óra 44 perckor hagyta el Ferihegyet, majd Zugló fölé repült. Az út 12 percig tartott volna. A repülő (vélhetően az utasok szórakoztatására) hullámvonalas repülést végzett, majd megközelítőleg 450 méteres magasságon egy bal fordulót kezdett, annak befejezése után, az utólagos számítások szerint 400 méteren, a szárnyakkal bal-jobb irányú billegetést, eközben emelkedést és süllyedést végzett. A sokáig húzva tartott magassági kormány miatt a gép orra megemelkedett, jobbra kiperdült, majd erős sebességvesztéssel a hátára fordult, és dugóhúzóba kerülve a Lumumba utca 224. számú házára zuhant. 
A repülő szerencsére nem gyulladt ki, és nem is robbant fel, így az épület nem omlott össze, és a benne lakók is túlélték. De a becsapódáskor a gép teste kettétört, az első része a tetőn maradt, a farokrész pedig lezuhant, halálra zúzva három fiatalt (20, 17 és 13 évesek), akik éppen a ház udvarán a kerékpárjaikat szerelték. A gép négyfőnyi személyzete, a 17 felnőtt és hat gyermek utas (a legfiatalabb mindössze ötéves volt) életét veszítette. Mint kiderült, a „légi bemutató” ellenére egyik utasnak sem volt bekapcsolva a biztonsági öve. A ház romjai közül egy súlyosan sérült nőt és enyhébb sérülésekkel egy három hónapos csecsemőt kellett kimenteni. A roncs épületen maradt részét csak másnap tudták lehúzni, ekkor fértek hozzá a pilótafülkéhez, ahol – mint kiderült a vizsgálatból – hat holttest volt (két női utas szabálytalanul tartózkodott ott, a hajózószerelő viszont nem tartózkodott a helyén)
A katasztrófáról a fősodratú média nemigen számolt be, az MSZMP központi napilapja, a Népszabadság 1961. augusztus 8-i számában a 11. oldalon rövid, 12 soros hírben tudósított a balesetről, akkor még csak 20 halálos áldozattal. A vizsgálatok később megállapították, hogy a gép műszakilag rendben volt, nagy valószínűséggel a személyzet a repülés szabályait megszegve, az utasokat beengedte a pilótafülkébe, és mintegy őket szórakoztatva végeztek hullámrepülést, szűk fordulókat kis magasságon. Bár a gép terhelése 145 kilogrammal a maximálisan megengedett alatt volt a 21 férőhelyre szabálytalanul 23 utas jutott, miközben összesen 10 jegyet értékesítettek a járatra. A zuglói baleset után hosszú időre betiltották a sétarepüléseket Budapest felett.